# Borne armoriée du Mont Morin
La borne armoriée du Mont Morin est une borne entre les communes de Mercurey et de Rully dans le département français de Saône-et-Loire et la région Bourgogne-Franche-Comté.

## Historique
Elle fait l'objet d'un classement au titre des monuments historiques depuis le 27 janvier 1922,.

Sur la face Sud côté Mercurey est sculpté le blason de Claude-Baptiste de Montrichard, tandis que sur la face nord coté Rully on peut observer les armoiries de la famille de Montessus.